# Rostralplatte

Unterseite des Cephalons

Die Rostralplatte (auch Epistoma oder Rostrum (lat. „Schnabel“)) ist eine median gelegene Platte auf der Unterseite des Cephalons (Kopfschild) der ausgestorbenen Trilobiten (Trilobita).
Die Rostralplatte kann bei der Trilobitenfamilie der Olenelliden vorn und seitlich durch die Perrostral-Sutur (eine annähernd von einer bis zur anderen Wange verlaufenden Naht) begrenzt sein oder zu einem Teil auf der Kopfoberseite liegen.
Bei einem Teil der Arten ist das Hypostom, welches vermutlich zum Mundapparat gehörte, an der Rostralplatte befestigt (konterminante Position des Hypostoms). Bei den übrigen Arten ist das Hypostom nicht direkt befestigt (natant „schwimmend“).
Siehe auch: Rostrum